# نیروهای وی (اتحادیه)
نیروهای وی (انگلیسی: V Corps) یک واحد منتسب به ارتش پوتوماک از ارتش اتحادیه در دوران جنگ داخلی آمریکا بود.